# کوزیتسا
کوزیتسا (به بلغاری: Kozitsa) روستایی در بلغارستان است که در شهرستان ژبل واقع شده‌است.